# Рамирес, Брайан (велогонщик)
Брайан Рамирес (исп. Brayan Ramírez; род. 20 ноября 1992 в Боготе, Колумбия) — колумбийский профессиональный шоссейный велогонщик. С 2015 года защищает цвета Coldeportes–Zenú. В 2015 участвовал на гонке Гранд-Тура Вуэльта Испании.

## Главные победы
2009
- Чемпион Колумбии на шоссе среди юниоров в групповой гонке

2010
- Чемпион юношеских Олимпийских игр в командной гонке
- Чемпион Колумбии на шоссе среди юниоров в индивидуальной гонке

2011
- Чемпион Колумбии на шоссе среди любителей в групповой гонке
- 1-й на этап 1 — Тур Колумбии среди юниоров

2013
- 1-й на этапе 6 — Тур Колумбии среди юниоров

2014
- 1-й Чемпион на Играх Центральной Америки и Карибского бассейна
- 3-й на Играх Южной Америки

2015
- Бойцовская номинация на этапе 15 — Вуэльта Испании

### Гранд-туры
| Гранд-туры      | 2015 |
| --------------- | ---- |
| Джиро д’Италия  | —    |
| Тур де Франс    | —    |
| Вуэльта Испании | 127  |